# Avenue Hansen-Soulie
 (mars 2025).
Motif : absence de sources secondaires centrées sur cette avenue, pérennes et de qualité. Notoriété non démontrée
- Archive Wikiwix
- Bing
- Cairn
- DuckDuckGo
- E. Universalis
- Gallica
- Google
- G. Books
- G. News
- G. Scholar
- Persée
- Qwant
- (zh) Baidu
- (ru) Yandex
- (wd) trouver des œuvres sur Wikidata

| 1. | Préciser le motif de la pose du bandeau. | Précisez le motif de la pose du bandeau en utilisant la syntaxe suivante : {{admissibilité à vérifier\|date=mars 2025\|motif=remplacez ce texte par le motif}}                            |
| 2. | Informer les utilisateurs concernés.     | Pensez à avertir le créateur de l'article, par exemple, en insérant le code ci-dessous sur sa page de discussion : {{subst:avertissement admissibilité à vérifier\|Avenue Hansen-Soulie}} |

L'avenue Hansen-Soulie (en néerlandais: Hansen-Soulielaan) est une avenue située sur le territoire de la commune d'Etterbeek. Elle va de la place du Roi Vainqueur jusqu'au carrefour du boulevard Louis Schmidt.

## Histoire
Anciennement nommée rue des Semeurs à sa création en 1909.
Elle prend le nom de Carl Arthur Hansen-Soulie (Borgerhout, 1894 - Dora 1944), conseiller communal d'Etterbeek et résistant, qui a été blessé par la Gestapo dans cette rue et est décédé en déportation.

## Adresses notables
- no 27 : Athénée royal Jean Absil